# Sumber Salak (Ledokombo)
Sumber Salak is een bestuurslaag in het regentschap Jember van de provincie Oost-Java, Indonesië. Sumber Salak telt 9296 inwoners (volkstelling 2010).